# Тьюксбери (район)
Тьюксбери (англ. Tewkesbury) — неметрополитенский район (англ. non-metropolitan district) со статусом боро в графстве Глостершир (Англия). Административный центр — город Тьюксбери.

## География
Район расположен в северной части графства Глостершир, граничит с графством Вустершир. На территории района расположен аэропорт Глостершир.

## История
Район был образован 1 апреля 1974 года в результате объединения боро Тьюксбери с сельским районом (англ. Rural District) Челтнем и частью сельского района Глостер.

## Состав
В состав района входят 2 города:
- Тьюксбери
- Уинчкомб

и 48 общин (англ. civil parish).